# Rio Monda
Monda, também rio Monga e rio Manga, é um rio que atravessa o território de Honduras, na América Central.